# Litoral de Francia

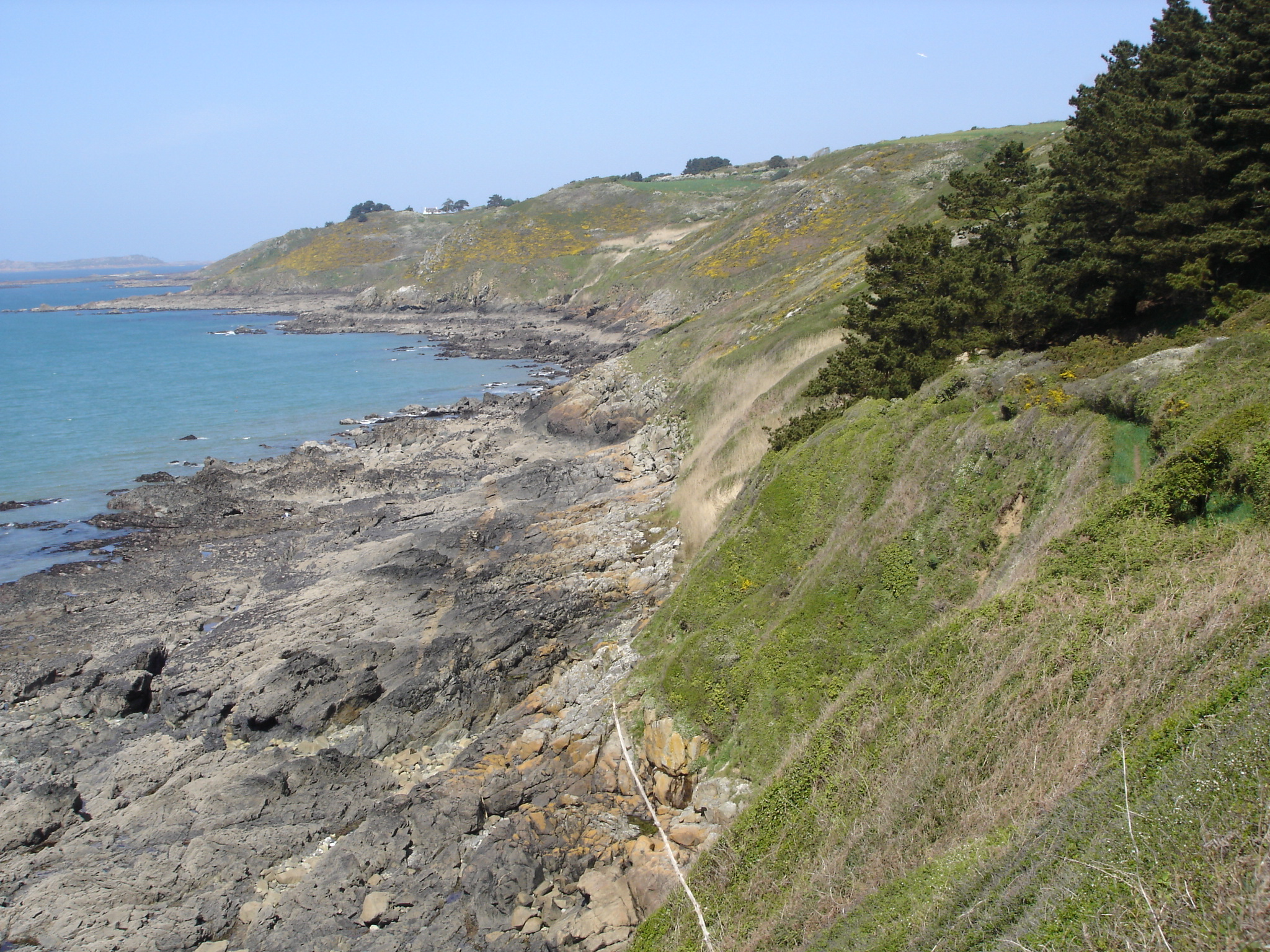
Ecosistemas y paisajes muy variados subsisten entre las zonas decreciente urbanización

El litoral francés es el litoral  que pertenece a Francia y que está sometido a la ley Littoral, que lista y clasifica las comunas de la Francia metropolitana en varias categorías:
- 883 comunas marítimas (al borde del mar, lagunas o estanques salados): clasificadas 1A para las comunas de borde mar u océano (un total de 785) y 1B para las comunas de estuario aguas abajo del límite transversal del mar (un total de 98);[4]·[5]
- 87 comunas situadas en estuarios o deltas, definidas por decreto en 2004, como situadas en los cursos de agua litorales, entre el límite de salinidad de las aguas y el límite transversal del mar;
- 151 comunas de borde de los lagos con una superficie de más de 1000 hectáreas.[6]

92 comunas también tienen bordes marítimos en los departamentos de ultramar.
Generalmente se incluye en el litoral el litoral del arrière-pays, que es la suma de las «comunas no litorales de los cantones litorales» (1179 comunas).
De acuerdo con el Instituto Francés para el Medio Ambiente (Institut français de l'environnement, IFEN), el litoral francés está caracterizado por las zonas urbanas e industriales, las redes de comunicación y los espacios verdes que se presentan más densamente que en otras partes de la Francia metropolitana (estos "ambientes" artificiales comprenden el 13% de la superficie de las comunas litorales, frente a 2,7 veces en una comuna media metropolitana y esta proporción se eleva a un 27% en la franja de 500 metros cercana al mar).
Los suelos cultivados y los entornos naturales están cada vez más fragmentados y han quedado insertos en zonas urbanas o construidas, a pesar de la citada Loy littoral, votada por el Parlamento (por unanimidad) el 3 de enero de 1986.
El Conservatorio del litoral (Conservatoire de l'espace littoral et des rivages lacustres) es el organismo público responsable de la protección de una parte del litoral francés.

## Línea litoral
No se ha calculado la longitud total del litoral francés que incluya los territorios de ultramar, solamente la longitud metropolitana, que varía según el método de cálculo (véase apariencia fractal de las costas muy sangradas) y que se desglosa de la siguiente manera:
- en la costa Atlántica:

- Côte d'Opale (Norte Paso de Calais y Picardia): 232 km;
- Alta Normandía: 167 km;
- Baja Normandia: 471 km;
- Bretaña: 1772 km a 2730 km, según el método de cálculo;
- Centre Ouest-Atlantique (Países del Loira y Poitou-Charentes) : 732 km;
- Aquitania: 456 km;

- en la costa Mediterránea:

- Languedoc-Rosellón: 214 km;
- Provenza-Alpes-Costa Azul: 687 km;
- Córcega: 802 km.

Además, habría que añadir 720 km de los tres departamentos de América (Guadalupe, Guayana Francesa y Martinica) y 460 km del departamento de La Réunion.
El litoral francés tiene 1.948 km de costas arenosas (35,2% de la longitud total), 1 316 km de pantanos y marismas (23,7%) y 2.269 km de costas rocosas (41%, con un 13% de acantilados) (fuente: IGN). Bretaña, que encabeza las regiones costeras por importancia de su litoral (1.772 km), ofrece también una gran diversidad de tipos morfológicos de costas, ya que cuenta con 437 km de costas de arena, 573 km del pantanos y marismas y 762 km de costas rocosas, siendo estas cifras en valor absoluto las mayores de cualquier región francesa.

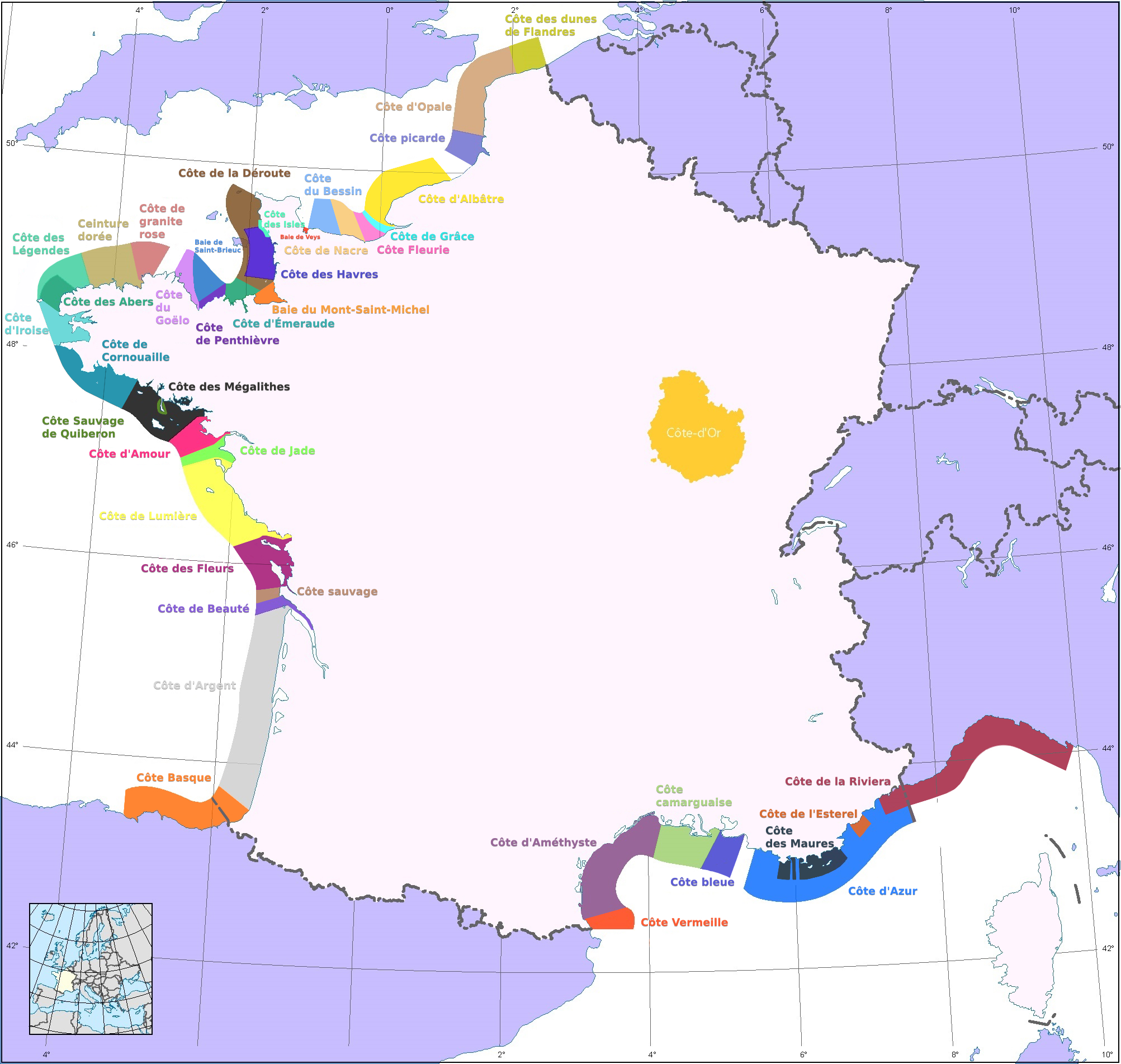
Tramos de la costa francesa según su identificación histórica-turística

La costa francesa se identifica, la mayoría de las veces por cuestiones de promoción turística, en los siguientes tramos costeros:
- en la costa Atlántica:

- Côte d'Opalee

- Côte picarde (geografía)

- Côte d'Albâtre
- Côte de Grâce
- Costa Florida
- Côte de Nacre
- Côte de la déroute
- Côte des Havres
- Côte d'Émeraude, al final de la que está la bahía del monte Saint-Michel
- Côte de Goëlo
- Costa de granito rosa
- Ceinture dorée
- Côte des legendes, con la costa de Les Abers
- Côte d'Iroise
- Côte des Mégalithes
- Côte d'Amour
- Côte de Jade
- Côte de Lumière
- Côte des fleurs
- Côte de Beauté, con la Côte sauvage de la presqu'île d'Arverte
- Costa de Plata
- Costa Vasca

- en la costa Mediterránea:

- Costa Bermeja

- Côte d'Améthyste

- Côte camarguaise
- Côte Bleue

- Costa Azul (Côte d'Azure)

- Côte des maures
- Côte de l'Esterel
- Côte de la riviera
- Côte d'Or, en Córcega

- Côte des Isles

## Población litoral
Con 272 habitantes por km², la densidad de población del litoral francés es superior a la media nacional.
Esta parte del territorio francés, de solamente el 4% del total, agrupa 6 millones de residentes (1 de cada 10 habitantes de Francia) y atrae a millones de turistas cada año (en 2007, el IFEN estimó la capacidad de acogida de segundas residencias, hoteles y cámpines en alrededor de siete millones de camas, lo que permite doblar la población en verano, con unos 13 millones de personas en total).

## Urbanización creciente
La urbanización del litoral francés continúa, a pesar de los esfuerzos realizados por el Conservatorio del litoral y por la aplicación de la ley litoral. A título de ejemplo, el 98% de la costa del departamento de Alpes Marítimos está construido. Las zonas urbanizadas del litoral metropolitano representan, de acuerdo al IFEN, el 9,8% del territorio de las comunas litorales contra el 4% del arrière-pays (y del 3,7% en la Francia metropolitana).
Esta ocupación se explica por varios factores: unas actividades económicas dinámicas (puerto, turismo), un clima generalmente favorable, unos paisajes valiosos y la presencia de retirados y jubilados.
Este proceso de litoralización de la población y de las actividades no es exclusivo de Francia. Las disposiciones importantes y vinculantes adoptadas para preservar el litoral han tenido, por lo tanto, un impacto limitado, a pesar de que la urbanización masiva y anárquica ya no es posible.
Tendencias demográficas: en la zona litoral que comprende las comunas litorales metropolitanas y el arrière-pays, la población residente está en continuo crecimiento, con 5,8 millones de residentes permanentes en Francia en 2003, una densidad de población 2,5 veces superior a la media de la metrópolis. El antaño poco poblado litoral francés volvió a ganar 1 millón de habitantes en 20 años (1968–1999), especialmente en comunas que en 1968 tenían entre 1 000 y 50 000 habitantes; las grandes ciudades (más de 50 000 habitantes en 1968) han perdido población (más de 100 000 en este período, en particular, Marsella, Le Havre y Lorient poco atractivas para los retirados y las actividades relacionadas con el turismo que se están desarrollando fuertemente, los empleos relacionados con la pesca también disminuyeron considerablemente durante el siglo pasado). El 40% de las localidades con menos de 500 habitantes en 1968 fueron una fuente de migración durante este período (1968–1999).
En 1999, la población urbana había alcanzado el 76% (contra el 61% en toda Francia), con una fuerte periurbanización, un factor de artificialización y de fragmentación ecopaisajística, reforzada por la creación de una red de "autopistas de los estuarios" que ha «aislado ecológicamente» los medio naturales relictos litorales que se mantienen entre los más ricos debido a su menor utilización en la agricultura y a su historia ambiental. En el Canal de La mancha y Córcega, las comunas de menos de 1000 habitantes son más numerosas, mientras que el litoral vasco y en el del mar del Norte y el Mediterráneo soportan comunas de más de 2 500 habitantes, y la costa atlántica de Landas-d'Armor presenta una situación intermedia.
Las localidades de menos de 500 habitantes que dominaban el paisaje no son más del 18% de las comunas (contra el 58% en Francia), en beneficio de las comunas de 1 000 a 2 500 habitantes, cuya participación se ha convertido en dos veces más importante que en el litoral de la Francia metropolitana. La parte de las ciudades de 50 000 a 100 000 habitantes es 7,5 veces más importante que en Francia. Entre las comunas, las zonas de esparcimiento están teóricamente protegidas por la ley litoral o pueden ser anuladas por el Conservatorio del Litoral o los consejos generales en el contexto de taxe départementale des espaces naturels sensibles (TDENS), o por las comunas que pueden protegerlos.
La afluencia masiva de nuevos residentes en las comunas de 2 500 a 10 000 habitantes entre 1990 y 1999 ha aumentado considerablemente el uso del espacio y la expansión del espacio litoral y de la expansión de las áreas urbanizadas. Son la agricultura y el medio natural los que se han reducido al máximo en favor de los espacios verdes urbanos y de recreo (4,5 veces más importantes en las comunas costeras que la media metropolitana y 2,9 veces que en áreas industriales y redes de comunicación).

## Impactos ambientales
Si las prescripciones relacionadas con los permisos de construcción han preservado relativamente los estilos arquitectónicos regionales bien diferenciados, el medio ambiente costero se ha visto seriamente afectado por la urbanización, que sigue creciendo a un ritmo constante desde hace casi un siglo, y las construcciones individuales, mayoritariamente en estas comunas, aún consumen una gran cantidad de espacio, generando una red de carreteras que ha contribuido a una mayor fragmentación de hábitats.
La iluminación nocturna que acompaña a la urbanización es un factor importante de la contaminación lumínica en las costas que eran corredores ecológicos importantes para las aves y algunos peces, reforzada por el efecto de reverberación en el agua, y de derroche de energía.
El tratamiento todavía incompleto (ver nitratos, fosfatos) de las aguas residuales) es una fuente de eutrofización y de contaminación microbiana y en interruptores endocrinos de los mares. La gestión de residuos estivales sigue siendo problemática.
Las costas de Nord, Alpes Marítimos y Pirineos Atlánticos, están ya artificializadas en más del 30% de su superficie y las costas departamentales de Pas-de-Calais, Seine-Maritime y Loire Atlantique lo estaban en el 20% de su superficie.

## Agricultura litoral
Según el INSEE, la agricultura domina en las costas de la Somme, Hérault y de Calvados en la Charente-Maritime, pero incluso estos se han vuelto muy artificializados. El bosque no está presente (pero muy) en tres costas (Córcega, casi toda la costa de Aquitania (Landas y Gironda) y Var (también altamente urbanizada). Según el IFEN entre todos los ambientes litorales, los que más han disminuido de 1990 a 2000 han sido los medios agro-pastorales (antes que el bosque, que es el segundo medio que más ha declinado durante esta década).
Los 274 cantones litorales franceses se enfrentan por un lado, a una tendencia a la intensificación y a las presiones de la periurbanización, y por otra parte a una demanda de la población y de las autoridades que pudieran limitar la contaminación litoral por los entrantes agrícolas (nitratos, fosfatos y pesticidas), así como la contribución de la regresión y degradación de los suelos al aumento de la turbidez de las aguas marinas.
El número de explotaciones es cada vez menor, mientras que aumenta la edad de los agricultores y que los jóvenes luchan para instalarse debido a los precios de la tierra que se han vuelto inaccesibles.
Turismo: un 4,2% de las explotaciones agrícolas en los cantones litorales (frente al 2,8% de media metropolitana) contribuyen directamente al turismo a través de una oferta de alojamiento o de camping sobre todo, pero también de restauración (ventas directas, comidas, deportes ecuestre y/o artesanías...); casi una explotación de aproximadamente 25. En Finistère es donde es mayor la implicación de estas explotaciones en el turismo (75%), seguido por Côtes-d'Armor (55%) y Manche y de Córcega. La Baja Normandía y Bretaña cuentan con casi el 50% de las explotaciones afectadas con «al menos una acción relacionada con el turismo» (1024 explotaciones de un total de 2068).
Nota: La venta directa no es más importante en el litoral que la media nacional. En 2005, era más rara en Baja Normandía, Bretaña (sobre todo en la costa norte) y en Languedoc-Roussillon, y muy importante, en el litoral de Nord-Pas-de-Calais, de Aquitania, de Provence-Alpes-Côte d'Azur y de Córcega.

## Medio ambiente y biodiversidad costera
Fuera de las villas densamente pobladas; aunque hayan sido muy artificializadas muchas zonas costeras —en tanto que ecotono— albergan aún ambientes de alta naturalidad, caracterizados por una biodiversidad específica y a menudo rica. Hacia 2005, en la Francia metropolitana, según el IFEN, casi el 45% de las tierras situadas a menos de 500 m del mar siguen siendo «des espaces naturels terrestres et aquatiques»' ("espacios naturales terrestres y acuáticos).
El litoral francés alberga una gran diversidad de hábitats ecológicos (8 grandes tipos de hábitats costeros y 105 hábitats elementales de interés comunitario, muy desigualmente repartidos en las 26 fachadas litorales departamentales de la metrópoli. Estos ambientes (medios marinos costeros, dunas, lagunas y humedales costeros tras el litoral, grutas, playas, acantilados y ambientes asociados, tales como prados de cornisas rocosas, casi salados, landas atlánticas, maquis, mares temporales, cerros calcáreos, etc) albergan sus biocenosis asociadas con una flora, hongos y poblaciones específicas de líquenes y de animales más o menos especializadas o adaptadas a la sal y al clima litoral. Esto confiere un alto valor patrimonial al litoral francés.
Estos medios están sin embargo sujetos a las presiones de las actividades humanas de fuertes impactos ambientales y paisajístico (turismo, deportes náuticos, actividades agrícolas, de pesca y portuarias, etc.)
Las zonas más heterogéneas (Bouches-du-Rhône, Var, Córcega, Pas-de-Calais, Mancha, Bretaña y Vendée) albergan más hábitats elementales, pero más pequeños, mientras que las zonas más homogéneas son más pobres en hábitats, pero están presentes en un área mayor (como en el Languedoc, Nord, Somme, Seine-Maritime, Landas y Pirineos Atlánticos.
El litoral francés más rico en cuanto a variedad de hábitats costeros elementales es el departamento de la Mancha (50 hábitats elementales de interés europeo diferentes) y después el de Pas-de-Calais (departamento donde las comunidades agropecuarias, bosques y áreas abiertas son los mejor repartidos), así como las riberas que van del Canal de la Mancha a la Vendée, y los de Provence-Alpes-Côte d'Azur y de Córcega, menos rica en hábitats elementales, pero la más rica en los grandes tipos de hábitats. El litoral aquitano es el menos variado en cuanto a hábitats costeros.
Comunas: con solamente el 4% de la superficie metropolitana, las comunas litorales —aunque más pobres en bosque que la media nacional, salvo algunas excepciones (Gironde, Landas, Alpes Marítimos, Var)—, albergan una parte muy importante de las aves migratorias y de la biodiversidad en Francia; el 97% de las superficies de marismas marítimas y salinas, el 53% de las playas y dunas, el 18% de los pantanos interiores y el 13% de los espacios abiertos y arbustivos. Las comunas del norte son (en términos de porcentaje de la comuna) las más pobres en ambientes naturales (19% de media de su territorio), siendo las más ricas las de Córcega con un 93% de la superficie ocupada por el entorno natural.
Una parte importante del litoral está marcado por los efectos de una o de las dos guerras mundiales.
El número de especies animales y vegetales es más importante en la costa mediterránea (uno de los "puntos calientes" de biodiversidad mundial)
En Francia, el Conservatorio del Litoral (CELRL) puede adquirir terrenos (compra, donación) para protegerlos y los Consejos Ggnerales también pueden comprar «espaces naturels sensibles» para protegerlos. Las zonas marinas pueden ser protegidas por pSIC, ZPS, RNN y RNC, el dominio público puede ser confiado o afectado al Conservatorio del Litoral y desde hace poco a los parques naturales marinos.